# Ulrich Ferdinandt Beenfeldt
Ulrich Ferdinandt Beenfeldt (25. november 1714 i København – natten mellem 19. og 20. oktober 1782 sammesteds) var en dansk portrætmaler i rokokotiden.
Beenfeldts forældre var skrædder Hans Jacobsen Beenfeldt og Birgithe Malene Jensdatter Engelmann. Om hans lærlingeforhold vides intet, men hans billeder viser stærk påvirkning fra Johann Salomon Wahl og Andreas Møller og delvis af Marcus Tuscher, mindre af Carl Gustaf Pilo.
Beenfeldt synes at have haft greverne Holstein-Ledreborg og Reventlow, Danneskiold-Laurvigen og Frijs som faste kunder, men var også beskæftiget både for borgerskabet og embedsmænd. Han var kun sjældent i tjeneste for kongehuset, men han nævnes i hofregnskaberne 1749 da han fik betaling for et portræt af prinsesse Louise og nævnes desuden for et prinsebillede, antagelig Christian VII, og for et af den afrikanske prins Mongo. I 1762 fik han ifølge prinsesserne Carolines og Louise kasseregnskaber betaling for et portræt af sidstnævnte.
Som portrætmaler var Beenfeldt en meget omhyggelig og samvittighedsfuld skildrer, der har gengivet alle småting og detaljer, og også ligheden synes nøje gengivet. Men lige så lidt som han formåede at frigøre sine figurer for en træmandsagtig stivhed, evnede han at give personerne en dybere karakteristik eller blot et genskin af liv. Hans klienter er gengivet med værdighed og alvor, byrdebesværede og ofte ret charmeforladte. Hans farver er mørke, brune og uklare, kun i sit sidste tiår skiftede han i den nyklassicistiske periode til en lettere, lysere og mere tonende farveholdning og behandling (fx fru Schiønnings portræt). Beenfeldts produktion har primært kultur- og personalhistorisk interesse.
Han blev gift 1. gang ca. november 1744 i København med Anna Catharina Elisabeth Göbel (døbt 7. februar 1714 smst. – 1. december 1761 smst.), datter af farver Johan Georg Göbel og Cathrine Maria Schulz. 2. gang ægtede han 6. november 1762 i København Lovise Sophie Jantzen (28. juli 1738 i Nyborg – 1. oktober 1811 i København), datter af rådmand og postmester i Nyborg Abraham Jantzen og Anna Suzanne Rosbeck. 
Han blev begravet på Nikolai Kirkegård i København (nedlagt).

## Værker
- Legatstifteren Christine Harboe, født baronesse Fuiren (1743, Støvringgård)
- Schoutbynacht Christian Peter Flensborg (1747)
- Portræt af Prinsesse Louise (1749, kendes kun arkivalsk)
- Den afrikanske prins Mongo (kendes kun arkivalsk)
- Et prinsebillede (kendes kun arkivalsk)
- Grevinde Hedevig Holstein, født Vind (1753, Brahetrolleborg)
- Frederik Ludvig Danneskiold-Laurvig (miniature, formentlig efter Jean-Marc Nattier 1753, Frederiksborgmuseet)
- Johan Ludvig Holstein (1754, Ledreborg)
- Johan Ludvig Holstein i elefantordensdragt (helfigur, 1756, Ledreborg)
- Johan Ludvig Holsteins hustru Hedevig, stående (helfigur, 1756, Ledreborg)
- Peder Rosenstand-Goiske (1760, tidligere Ledreborg, solgt på auktion 2007[1])
- Prinsesse Sophie Magdalene (1761, Vemmetofte)
- Simon Crüger (1761, Ledreborg og Københavns Universitet)
- Johan Ludvig Holstein siddende ved sin skrivepult (helfigur, 1762, Ledreborg)
- Grevinde Charlotte Amalie Reventlow, født Holstein (1762, Brahetrolleborg)
- Christian Conrad Danneskiold-Laurvig (1763, efter Carl Gustaf Pilo, Ledreborg)
- Eggert Christoffer von Linstow (1763, Vemmetofte)
- Conrad Reventlow (1766, Brahetrolleborg)
- Christian Ditlev Reventlow (1767, Brahetrolleborg)
- Grevinde Reventlow (1767, Brahetrolleborg)
- Grevinde Charlotte Amalie Reventlow, født Holstein (1767, Brahetrolleborg)
- Henrik Adam Brockenhuus (1767, Frederiksborgmuseet)
- Christian Ditlev Frederik Reventlow (1767, Pederstrup)
- Grosserer Peter Fenger med familie (1769)
- Johan Gottlieb Putscher (1770, Medicinsk Museion)
- Volrad August von der Lühe (1773, Frederiksborgmuseet)
- Kommandørinde Marie Christine Schiønning, født Nagler (1773, Frederiksborgmuseet)
- Selvportræt (1775, familieeje)
- Ambrosius Charisius (Gammel Estrup)
- Kunstnerens hustru Louise Sophie, født Jantzen
- Kunstnerens datter Ulrica Louise Sprechler
- Universitetsbogtrykker Andreas Hartvig Godiche (1776, Frederiksborgmuseet)
- Dennes hustru Anna Magdalena Godiche, født Høpfner (1776, Frederiksborgmuseet)
- Fru von der Lühe (1777, Frederiksborgmuseet)
- Chatolkasserer Georg Nielsen (1779, Frederiksborgmuseet)
- Informator Ferdinand Klagenberg (1780, Frederiksborgmuseet)
- Studenten Hans Müller (1780)